# Ортатобе (Жетысуская область)
Ортатобе (каз. Ортатөбе, до 2005 г. — Октябрь) — село в Каратальском районе Жетысуской области Казахстана. До 1965 года — колхоз Октябрь. Входит в состав Бастобинского аульного округа. Код КАТО — 195047800.

## Население
В 1999 году население села составляло 1123 человека (557 мужчин и 566 женщин). По данным переписи 2009 года, в селе проживало 1039 человек (505 мужчин и 534 женщины).